# 里维耶尔新城
里维耶尔新城（法語：Villeneuve-de-Rivière，法語發音：[vilnœv də ʁivjɛʁ]）是法国上加龙省的一个市镇，属于圣戈当区。

## 地理
里维耶尔新城（43°7'15"N, 0°40'0"E）面积13.57 平方千米，位于法国奧克西塔尼大區上加龙省，该省份为法国西南部内陆省份，西南端与西班牙接壤，自此顺时针与上比利牛斯省、热尔省、塔恩-加龙省、塔恩省、奥德省和阿列日省接壤。
与里维耶尔新城接壤的市镇（或旧市镇、城区）包括：博尔德德里维耶尔、拉巴特里维耶尔、圣戈当、索和波马雷德、瓦朗蒂讷。

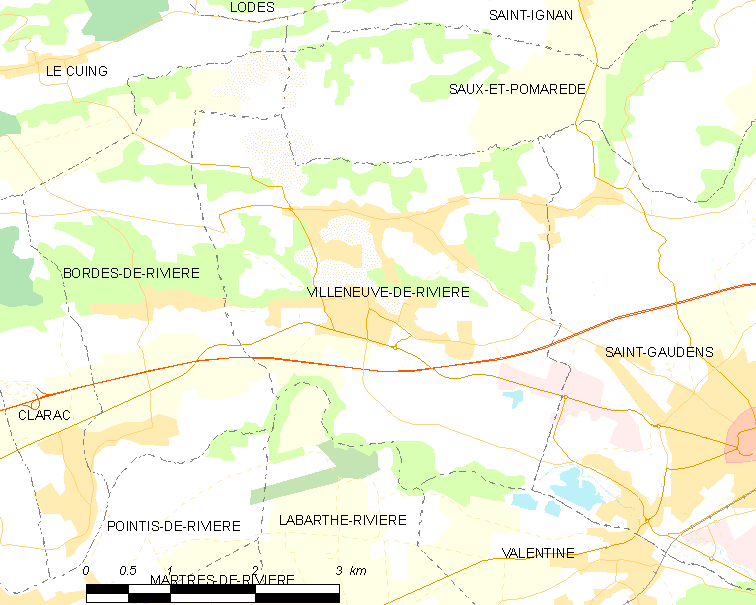
里维耶尔新城的OSM定位图

里维耶尔新城的时区为UTC+01:00、UTC+02:00（夏令时）。

## 行政
里维耶尔新城的邮政编码为31800，INSEE市镇编码为31585。

## 政治
里维耶尔新城所属的省级选区为圣戈当县。

## 人口

1962-2008年间里维耶尔新城人口变化图示

里维耶尔新城于2022年1月1日时的人口数量为1732人。